# تونی لیچ
تونی لیچ (به انگلیسی: Tony Leach) بازیکن فوتبال زادهٔ ۲۳ سپتامبر ۱۹۰۳ اهل کشور انگلستان که سابقهٔ بازی در تیم ملی فوتبال انگلستان را در کارنامهٔ خود دارد. وی در تاریخ ۲۰ اکتبر ۱۹۳۰ نخستین بازی ملی خود را در مقابل تیم ملی فوتبال ایرلند شمالی انجام داد و با حضور در ۲ بازی ملی، در تاریخ ۲۲ نوامبر ۱۹۳۰ واپسین بازی ملی‌اش را در برابر تیم ملی فوتبال ولز برگزار کرد.